# Сайкс, Синтия
Синтия Сайкс (англ. Cynthia Sikes; род. 2 января 1954) — американская актриса, в основном известна благодаря телевизионным ролям. В 1972 году Сайкс выиграла конкурс красоты «Мисс Канзас», после чего и начала свою карьеру телевизионной актрисы.
Сайкс наиболее известна благодаря своей роли Энни Сэванеро в сериале NBC «Сент-Элсвер», где она снималась на регулярной основе с 1982 по 1985 год. На большом экране она появилась в фильмах «Начисто» (1982), «Мужчина, который любил женщин» (1983), «Это жизнь!» (1986) и «Артур 2: На мели» (1988). На телевидении у неё также были второстепенные роли в «Фламинго-роуд», «Закон Лос-Анджелеса», «Военно-юридическая служба» и в дневной мыльной опере «Молодые и дерзкие».

## Телевидение
- Женщина-полицейский (2 эпизода, 1976)
- Коломбо (1 эпизод, 1976)
- Фэлкон Крест (2 эпизода, 1981—1982)
- Фламинго-роуд (9 эпизодов, 1981—1982)
- Сент-Элсвер (68 эпизодов, 1982—1985)
- Закон Лос-Анджелеса (3 эпизода, 1988)
- Военно-юридическая служба (8 эпизодов, 2000—2001)
- Молодые и дерзкие (4 эпизода, 2008)